# مارگاریتوفکا
مارگاریتوفکا (به لاتین: Margaritovka) یک منطقهٔ مسکونی در روسیه است که در استان آمور واقع شده‌است.